# Kehrig

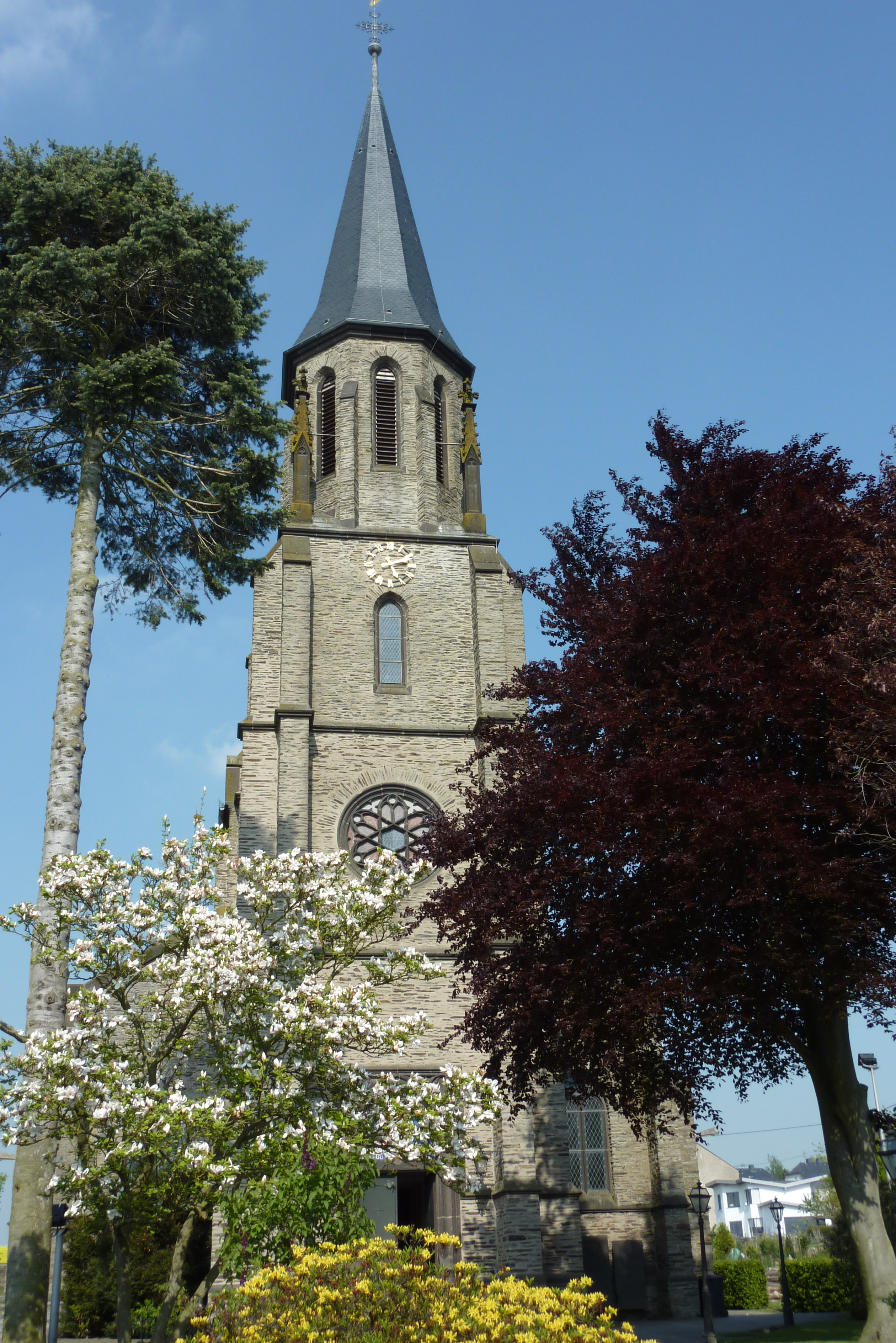
St. Kastor und Katharina in Kehrig

Kehrig ist eine Ortsgemeinde im Landkreis Mayen-Koblenz in Rheinland-Pfalz. Sie gehört der Verbandsgemeinde Vordereifel an, die ihren Verwaltungssitz in Mayen hat.

## Geographie
Die Gemeinde liegt in der Eifel in unmittelbarer Nähe der A 48, die dort auf einer 350 Meter langen und 110 Meter hohen Brücke das Elzbachtal überquert.
Zu Kehrig gehören auch die Wohnplätze Kehrigermühle, Lohbrückermühle, Mädburgermühle, Neumühle, Gertrudenhof und Haus Ahlen.

## Geschichte
Kehrig wird um das Jahr 1100 erstmals urkundlich als Kirriche erwähnt. Das Stift Ravengiersburg tauschte etwa 1103 nach einer zu Beginn des 13. Jahrhunderts gefälschten Urkunde mit dem Mainzer Stephans-Stift ein Gut in Kirricha. 1138 ist Besitz der Abtei St. Thomas bei Andernach in Kehrig nachweisbar.
Die Castor von Karden geweihte Pfarrkirche von Kehrig und der Zehnt gehörten bis 1802 dem Kastorstift in Karden. 1656 besaß die Kirche von Kehrig, die nach de Lorenzi aus dem 13./14. Jahrhundert gestammt haben soll, drei Altäre. Der Hauptaltar war Kastor, die Nebenaltäre, Maria und Petrus geweiht.
Die heutige Pfarrkirche, die 1869–1872 von dem Düsseldorfer Architekten Pickel errichtet wurde, ist St. Kastor und St. Katharina geweiht. Am Ortsausgang lag ferner eine Wolfgangskapelle. Eine weitere ehemals Lucia geweihte Kapelle war die sog. Mädburgkapelle. Diese angeblich von der Familie von Monreal gestiftete Kirche soll 1350 schon lange der Muttergottes geweiht gewesen sein. Ritter Heinrich Muhl von der Neuerburg versah die Kapelle damals mit einer Pfründe (Benefizium). Das Vorschlagsrecht für den Kaplan ging nach Heinrichs Tod an das Stift Karden. Im 18. Jahrhundert nutzte eine Eremitage die Kapelle. Die Anlage war 1887 nicht mehr vorhanden. Von der Kapelle ist heute die Klosterruine Mädburg erhalten.
Statistik zur Einwohnerentwicklung
Die Entwicklung der Einwohnerzahl von Kehrig, die Werte von 1871 bis 1987 beruhen auf Volkszählungen:
| Jahr | Einwohner |
| ---- | --------- |
| 1815 | 407       |
| 1835 | 579       |
| 1871 | 686       |
| 1905 | 894       |
| 1939 | 988       |
| 1950 | 995       |
| 1961 | 962       |

| Jahr | Einwohner |
| ---- | --------- |
| 1970 | 969       |
| 1987 | 1.002     |
| 1997 | 1.108     |
| 2005 | 1.146     |
| 2011 | 1.198     |
| 2017 | 1.206     |
| 2023 | 1.247     |

## Politik

### Gemeinderat
Der Gemeinderat in Kehrig besteht aus 16 Ratsmitgliedern, die bei der Kommunalwahl am 9. Juni 2024 in einer personalisierten Verhältniswahl gewählt wurden, und dem ehrenamtlichen Ortsbürgermeister als Vorsitzendem.
Die Sitzverteilung im Gemeinderat:
| Wahl | SPD | CDU | FWG | Gesamt   |
| ---- | --- | --- | --- | -------- |
| 2024 | 3   | 7   | 6   | 16 Sitze |
| 2019 | 3   | 9   | 4   | 16 Sitze |
| 2014 | 6   | 6   | 4   | 16 Sitze |
| 2009 | 7   | 6   | 3   | 16 Sitze |

- FWG = Freie Wählergruppe Kehrig e. V.

### Ortsbürgermeister
Stefan Ostrominski (CDU) wurde am 19. Juni 2019 Ortsbürgermeister von Kehrig. Bei der Direktwahl am 26. Mai 2019 war er mit einem Stimmenanteil von 71,37 % gewählt worden. Bei der Direktwahl am 9. Juni 2024 wurde er als einziger Bewerber mit 66,4 % für weitere fünf Jahre wiedergewählt.
Vorgänger von Stefan Ostrominski war Herbert Keifenheim (SPD), der nach 20 Jahren im Amt nicht erneut angetreten war.

### Wappen
| Wappen von Kehrig | Blasonierung: „Im durch eingeschweifte silberne Spitze gespaltenen Schild, vorn in Blau eine goldene Ähre, hinten in Blau ein silberner Schieferhammer mit schwarzem Griff, unten ein schwarzes Rad.“ |
| Wappen von Kehrig | |

## Sehenswürdigkeiten
In der Nähe des in Kehrig entspringenden Klosterbachs umfließt die Elz ein etwa zwanzig Meter hohes Plateau, auf dem die Klosterruine Mädburg liegt. Im Ort selber und in der näheren Umgebung des Ortes sind viele Wegekreuze aufgestellt, die zum Teil sehr kunstvoll gestaltet sind und von Familien, Vereinen und Einzelpersonen gestiftet sind und an bestimmte Personen oder Geschehnisse aus dem Dorfgeschehen erinnern sollen.

## Bildung
Kehrig hat eine Grundschule und einen Kindergarten.

## Verkehr
Der Ort verfügt über drei Bushaltestellen und wird von Bussen der Linie Mayen – Kaisersesch bedient.